# 1060 (szám)
Az 1060 (római számmal: MLX) az 1059 és 1061 között található természetes szám.

## A szám a matematikában
A tízes számrendszerbeli 1060-as a kettes számrendszerben 10000100100, a nyolcas számrendszerben 2044, a tizenhatos számrendszerben 424 alakban írható fel.
Az 1060 páros szám, összetett szám. Kanonikus alakja 22 · 51 · 531, normálalakban az 1,06 · 103 szorzattal írható fel. Tizenkét osztója van a természetes számok halmazán, ezek növekvő sorrendben: 1, 2, 4, 5, 10, 20, 53, 106, 212, 265, 530 és 1060.
Az 1060 érinthetetlen szám: nem áll elő pozitív egész számok valódiosztó-összegeként..

## Csillagászat
- 1060 Magnolia kisbolygó